# Calumet (Wisconsin)
Calumet è un comune degli Stati Uniti, situato in Wisconsin, nella Contea di Fond du Lac.